# Il gatto e la volpe (brano musicale)
Il gatto e la volpe è un brano musicale composto e interpretato da Edoardo Bennato, pubblicato dall'etichetta discografica Ricordi come traccia dell'album Burattino senza fili nel 1977.

## Descrizione
Il testo della canzone, così come l'album dal quale è tratta, è ispirato a Le avventure di Pinocchio di Carlo Collodi. Il brano, in particolare, prende in esame il primo incontro di Pinocchio con il Gatto e la Volpe, cantato dal punto di vista di quest'ultimo. Analogamente al libro originale i due personaggi di Collodi rappresentano chi cerca di sfruttare le persone, facendo leva sull'ingenuità e sulla fiducia mal riposta; con un preciso riferimento  al mondo dello show business, il gatto e la volpe richiamano due talent scout impegnati ad accattivarsi la simpatia e la fiducia di un artista alle prime armi, al fine di truffarlo.
Un remake del brano è stato utilizzato nella pubblicità della Cebion vitamina C nel 2014.

## Musicisti

### Versione in studio suBurattino senza fili
- Edoardo Bennato – voce
- Tony Di Mauro – chitarra
- Ernesto Vitolo – pianoforte
- Gigi De Rienzo – basso
- Tony Esposito – batteria, percussioni
- Robert Fix – sax

### Versioni dal vivo
- Edoardo Bennato – voce, chitarra 12 corde, tamburello a pedale, kazoo

## Curiosità
- Nel 2012 la band modenese Controtempo ha registrato la prima cover in versione rock a 35 anni dall'uscita della traccia originale.
- La musica è stata utilizzata nel film Luca del 2021.